# Mercredi Addams
 (janvier 2023).
Mercredi Addams de son nom complet Mercredi Vendredi Addams (Wednesday Friday Addams en version originale) est un personnage fictif membre de la famille Addams, créé par le dessinateur américain Charles Addams.
Elle apparait originellement dans les dessins humoristiques La Famille Addams avant d'être représentée dans les différentes adaptations cinématographiques et télévisées qui ont suivi.

## Personnalité
Mercredi Addams est une jeune fille passionnée par la mort et le macabre. Brillante et adepte des expériences scientifiques bizarres, elle en réalise plusieurs sur son frère, Pugsley Addams, pour le punir ou juste par plaisir. Mercredi a essayé de tuer Pugsley à plusieurs reprises. Elle aime élever des araignées et faire des recherches sur le triangle des Bermudes. Elle a tendance à effrayer les gens en raison de sa personnalité particulière et de ses tenues de style gothique. Les traits caractéristiques les plus remarquables de Mercredi Addams sont sa peau pâle et ses longues nattes tressées sombres. Elle montre rarement ses émotions et est le plus souvent de caractère maussade. Mercredi porte généralement une robe noire avec un col blanc, des bas noirs et des chaussures noires. Dans la série des années 1960, elle est de nature douce et sert de contrepoint à l’étrangeté de ses parents et de son frère, bien que son passe-temps préféré soit d’élever des araignées ; elle est aussi ballerine. Le jouet préféré de Mercredi est sa poupée Marie-Antoinette, que son frère guillotine (à sa demande). Elle est déclarée être âgée de six ans dans l’épisode pilote de la série télévisée de 1964.

## Incarnations

### Films et séries
- 1964 : La Famille Addams (série télévisée), interprétée par Lisa Loring[1]
- 1972 : The New Scooby-Doo Movies (série télévisée d'animation), interprétée par Cindy Henderson (voix)
- 1973 : La famille Addams (série télévisée d'animation), interprétée par Cindy Henderson (voix)
- 1977 : La Famille Addams : C'est la fête (téléfilm), interprétée par Lisa Loring
- 1991 : La famille Addams (film), interprétée par Christina Ricci[1]
- 1992 : La famille Addams (série télévisée d'animation), interprétée par Debi Derryberry (voix)
- 1993 : Les Valeurs de la famille Addams (film), interprétée par Christina Ricci[1]
- 1998 : La Famille Addams : Les Retrouvailles (vidéo film), interprétée par Nicole Fugere
- 1998 : La Nouvelle Famille Addams (série télévisée), interprétée par Nicole Fugere
- 2013 : Adult Wednesday Addams (série web), interprétée par Melissa Hunter[2]
- 2019 : La Famille Addams (film d'animation), interprétée par Chloë Grace Moretz (voix)
- 2021 : La Famille Addams 2 : Une virée d'enfer (film d'animation), interprétée par Chloë Grace Moretz (voix)
- 2022 : Mercredi (série télévisée), interprétée par Jenna Ortega[1]

### Comédie musicale
- La Famille Addams (en), rôle créé par Krysta Rodriguez